# Поблин
По́блин (бел. Поблін) — деревня в Глусском районе Могилёвской области Республики Беларусь. В составе Катковского сельсовета.

## Этимология
Название «Поблин» образовалось от фамилии «Поболь», образованной от балтийского корня «Обаль» (буква «К» ассимилирована в «П»). Существует несколько местных версий происхождения названия. Фамилия Поболь происходит от польского слова poboleć (поболеть).

## История
До 2013 года деревня входила в состав Берёзовского сельсовета. 

## Население
- 1999 год — 122 человека
- 2009 год — 56 человек

## Достопримечательность
- Селище, в 1 км на север от кладбища д. Поблин —  Историко-культурная ценность Республики Беларусь, шифр 513В000422.

## Известные жители и уроженцы
- Тупица, Роман Иосифович — старший командир вертолёта Ми-8, капитан. За мужество и героизм награждён орденами Красной Звезды (посмертно) и «За службу Родине в Вооружённых Силах СССР», медалью «Воину-интернационалисту от благодарного афганского народа»[6].